# 军垦路街道
军垦路街道，是中华人民共和国新疆维吾尔自治区五家渠市下辖的一个乡镇级行政单位。

## 行政区划
军垦路街道下辖以下地区：
军垦南路社区、前进西街社区、振兴街社区、向阳路社区、天山北路社区、军垦北路社区和西林路社区。